# Cajah's Mountain
Cajah's Mountain è un comune degli Stati Uniti d'America, situato in Carolina del Nord, nella contea di Caldwell.